# Gare de Pontanevaux
Gare de Pontanevaux vasútállomás Franciaországban, La Chapelle-de-Guinchay településen.

## Vasútvonalak
Az állomást az alábbi vasútvonalak érintik:
- Párizs–Marseille-vasútvonal

## Kapcsolódó állomások
A vasútállomáshoz az alábbi állomások vannak a legközelebb:
- Gare de Crêches-sur-Saône
- Gare de Romanèche-Thorins